# Daniel Vila
Daniel Eduardo Vila (Mendoza, 1 de junio de 1953) es un abogado y empresario argentino. Es presidente del Grupo América, conformado por canales de televisión abierta y cable, radios AM y FM, diarios y webs. Entre las empresas del grupo se destacan América TV, Radio La Red, FM Blue y el diario El Cronista. También es actualmente presidente del Club Sportivo Independiente Rivadavia, equipo que milita en la Liga Profesional del fútbol argentino. 
Con su socio José Luis Manzano también fundó la compañía Andes Energía en 2007. En 2020 adquirió la mayor distribuidora argentina de electricidad, Edenor.

## Biografía
Es hijo de Ruth Santander y del empresario mendocino Alfredo Luis Vila, fallecido en abril de 2008. Estudió en el Colegio San José de los Hermanos Maristas. Sus amigos lo apodaron El Diablo. El propio Vila explicó el origen del sobrenombre de la siguiente manera:

"Me llama así un grupo muy reducido de amigos, de toda la vida. Cuando yo jugaba al fútbol, en el equipo de los abogados, era el más chico de todos, y uno de mis amigos me decía que era un diablo por cómo jugaba"
Daniel Vila, septiembre de 2012.

Contrajo matrimonio con Elizabeth Martínez, en 1980 con quien tuvo tres hijos, Agustín, Noel y Bárbarita. Luego de su divorcio, estuvo en pareja por 17 años con la periodista mendocina Sandra Scifo, con quien tuvo dos hijas, Magdalena y Luisa, de la cual se separó en 2010. En el 2016, después de 5 años de relación, contrajo matrimonio con la modelo, presentadora, y periodista Pamela David, con la cual tiene una hija, Lola.

### Ámbito empresarial

#### Medios de comunicación
Es accionista y presidente de empresas en los sectores de medios, energía e inmobiliario. Comenzó su actividad empresarial en medios en 1983, cuando adquirió Radio Nihuil de Mendoza.
En 1985 desarrolló Supercanal S.A., presente en 17 provincias, fue vendida en julio de 2018 a CVI Austral LLP por unos USD 180 millones. En 1993 adquiere Diario UNO.
Le siguió la compra de La Capital de la ciudad de Rosario, UNO de Entre Ríos, UNO de Santa Fe y El Cronista, la compra de radios AM y FM, entre ellas Radio La Red, con repetidoras en todo el país, la más importante del Grupo. En materia televisiva posee canales de televisión abierta y de cable en el interior de Argentina y en Buenos Aires, siendo América TV, nombre con el que luego se identificó a todo el conglomerado de medios que consolidó, y A24 la señal de noticias.
Es el segundo grupo más grande de medios tras el grupo empresario del Grupo Clarín. Ambos grupos fueron socios, pero poco duró el ánimo societario con Héctor Magnetto. La ruptura los llevó a los tribunales, en donde existen muchas causas cruzadas por reclamos de todo tipo por el manejo discrecional de papel de diario por parte del grupo Clarín que monopoliza la producción de celulosa para diario.
Vila criticó abiertamente la Ley de Servicios de Comunicación Audiovisual sancionada en 2009, que fue modificada por decreto en enero de 2016 y su derogación fue ratificada por el Congreso el 6 de abril de 2016.
El 31 de octubre de 2017 recibió, como presidente del diario La Capital, la mención de honor "Domingo Faustino Sarmiento",  la más alta que entrega el Senado de la Nación, por el 150 aniversario del diario rosarino, siendo éste el más antiguo en vigencia del país.

#### Energía
En el sector energético, su empresa Andes Energía está asociada a YPF en la exploración y explotación de más de 30 áreas petroleras en ocho provincias de Argentina. Además es accionista de EDEMSA, distribuidora de energía eléctrica en la Provincia de Mendoza.
Desde 2020, Vila es accionista de Edenor, la mayor distribuidora de electricidad del área de Buenos Aires, junto a José Luis Manzano y Mauricio Filiberti, luego de que su consorcio adquiriera el 51 % de la empresa por unos USD 100 millones.

#### Hoteleria
En el rubro inmobiliario, impulsó emprendimientos de alta gama en Mendoza, como el complejo “Puesto del Indio”, con helipuerto, lodge, spa y restaurante, orientado al turismo de lujo.

#### Responsabilidad social empresaria
Daniel Vila es presidente de Fundación Grupo América (anteriormente Fundación La Capital y Fundación UNO Medios,).
Su principal actividad es la Vendimia Solidaria. Ésta recauda anualmente cerca de un millón y medio de dólares, que se destinan a obras de contención social a cargo de la Reina Nacional de la Vendimia.[cita requerida]
Entre las acciones de la Fundación se destaca el desarrollo, en conjunto con los medios de comunicación.

### Ámbito deportivo
Presidió desde 2005 hasta 2012 el Club Sportivo Independiente Rivadavia de la Ciudad de Mendoza y fue el principal oponente a la conducción de la AFA,  En el año 2007 la institución logra el ascenso al Nacional B, segunda categoría del fútbol argentino.
En 2012 Vila decidió alejarse de la conducción deportiva.

"De este fútbol no quiero participar más, es imposible. Todo esto es una mafia armada en donde participa el poder político, dirigentes y alguna participación de la policía"
Daniel Vila, marzo de 2012.

Sin embargo, en febrero de 2023 vuelve a ser el presidente de la institución, cargo que ocupa hasta la fecha.Ese mismo año, el club logró el campeonato de la Primera Nacional y el histórico ascenso a la Liga Profesional, la primera división del fútbol argentino, tras vencer a Almirante Brown en la final disputada en Córdoba.
En agosto de 2024, Vila presentó un proyecto de remodelación integral del estadio Bautista Gargantini. El plan incluye la transformación del recinto en un estadio “boutique” con capacidad para 20 000 espectadores sentados, nuevas tribunas, palcos, zonas comerciales, salas de prensa y tecnología de punta, en lo que representa una de las obras más significativas en la historia del club.

## Reconocimientos
En octubre de 2017, Daniel Vila fue distinguido con la Mención de Honor Domingo Faustino Sarmiento por parte del Senado de la Nación Argentina, en conmemoración por los 150 años del diario La Capital de Rosario, el periódico en circulación más antiguo del país. Ese mismo año, recibió una distinción de la Cámara de Diputados de la Nación por su trayectoria y aportes al desarrollo del sector de medios de comunicación en Argentina.
En 2023, fue homenajeado por el Centro Ana Frank Argentina por su compromiso con la memoria, los derechos humanos y la libertad de expresión, en el marco de los 40 años de democracia en el país.

## Controversias

### Conflictos con medios y grupos empresarios
La empresa Grupo América (Anteriormente «UNO Medios») ha entrado en varios conflictos con otros grupos empresarios de medios, lo que ha causado diversos litigios judiciales y denuncias, ninguna de las cuales prosperó. Entre ellas se encontraba una de un exsocio de Manzano, así de medios rivales.
También se ha cuestionado la alegada relación de negocios de UNO Multimedios con el banquero y empresario mendocino Raúl Moneta, aunque se ha sostenido que dicha relación se limitaba a un paquete accionario del 0,3% que Vila tenía en una sociedad entre empresarios mendocinos de la que Moneta también era parte.
Alo largo de los años, el grupo ha sido denunciado múltiples y repetidas veces por estafa, vaciamiento de empresas/desvío de fondos, lavado de dinero, maltrato laboral/agresiones, y despidos injustos; Ninguna de estas causas prosperó en la Justicia. 

### Tiroteo en San Isidro
En 2005, Daniel Vila fue víctima de un asalto en la entrada de su casa en San Isidro, en las afueras de Mendoza. En la camioneta también se encontraban Sandra Scifo, con sus cuatro hijos. Vila resultó herido a causa del incidente y uno de los asaltantes, un joven de 22 años, murió a causa de tres balazos. Otro chico de 19 años junto con dos chicas de 13 y 14 años fueron detenidos. La justicia consideró que habría actuado en legítima defensa siendo el juez de la causa Manuel Cruz Videla del décimo juzgado de instrucción.

### Incidente con periodistas
En octubre del 2008, Daniel Vila tuvo un incidente con los periodistas Enrique Llamas de Madariaga y Julio Villalonga, donde fue acusado por agresiones físicas y verbales. En agosto del 2010, la justicia lo sobreseyó por inexistencia del delito.Grupo América ha sido denunciado múltiples y repetidas veces por estafa, vaciamiento de empresas/desvío de fondos, maltrato laboral/agresiones, y despidos injustos; tales denuncias recayeron sobre sus principales figuras y accionistas: Vila y Manzano.

### Incidente con Viviana Canosa
La conductora de televisión Viviana Canosa afirmó en 2023 que el principal referente del canal de noticias A24, Vila, le había prohibido emitir en su programa "Viviana con Vos" Canosa renunció a su programa, afirmando que lo sucedido era censura. Por otro lado, en las redes sociales Canosa agradeció al canal por el año y medio (la duración del ciclo) durante el cual pudo "manifestar con libertad" todo lo que quiso antes de su salida.